# Julius Caesar Aranzi
Julius Caesar Aranzi, italijanski anatom, * 1530, † 1589.